# Brzozowo Stare
Brzozowo Stare [pronunciación en polaco: /bʐɔˈzɔvɔ ˈstarɛ/] es un pueblo en el distrito administrativo de Gmina Poświętne, dentro del Distrito de Białystok, Voivodato de Podlaquia, en el noreste de Polonia. Se encuentra aproximadamente 4 kilómetros al sudoeste de Poświętne y 36 kilómetros al sudoeste de la capital regional, Białystok.